# Trần Cầu Phát
Trần Cầu Phát (tiếng Trung: 陈求发, bính âm: Chén Qiú Fā), sinh tháng 12 năm 1954, một người Miêu, Chính khách nước Cộng hòa Nhân dân Trung Hoa. Ông hiện là Ủy viên Ủy ban Trung ương Đảng Cộng sản Trung Quốc khóa XIX, ông là Ủy viên Ủy ban Trung ương Đảng Cộng sản Trung Quốc khóa XVIII. Ông nguyên là Bí thư Tỉnh ủy tỉnh Liêu Ninh, Chủ nhiệm Ủy ban Thường vụ Đại hội đại biển Nhân dân tỉnh Liêu Ninh, Tỉnh trưởng Chính phủ Nhân dân tỉnh Liêu Ninh, Chủ tịch Hội nghị Hiệp thương Chính trị Nhân dân tỉnh Hồ Nam, Thứ trưởng Bộ Công nghiệp và Công nghệ thông tin Trung Quốc, Cục trưởng Cục Vũ trụ Quốc gia Trung Quốc.
Trần Cầu Phát gia nhập Đảng Cộng sản Trung Quốc năm 1974, là Kỹ sư quân sự Trung Quốc.

## Xuất thân và giáo dục
Trần Cầu Phát sinh tháng 12 năm 1954, quê quán tại huyện tự trị Thành Bộ, địa cấp thị Thiệu Dương, tỉnh Hồ Nam.
Năm 1973, khi 19 tuổi, ông được tuyển dụng làm viên chức, giáo viên trường tiểu học ở huyện Thành Bộ. Tháng 9 năm 1974, ông được kết nạp Đảng Cộng sản Trung Quốc.
Tháng 9 năm 1975, ông bắt đầu học tại Khoa Kỹ thuật điện-điện tử, chuyên ngành radar tại Trường Đại học Công nghệ Quốc phòng Trung Quốc, tốt nghiệp tháng 10 năm 1978.

## Sự nghiệp

#### Bộ Công nghiệp Hàng không vũ trụ Trung Quốc
Sau khi tốt nghiệp đại hộc, ông được tuyển dụng vào Bộ Công nghiệp Hàng không vũ trụ Trung Quốc, làm việc về hàng không vũ trụ tại Viện 14, Phòng 04, công việc thiết kế. Từ năm 1978 đến năm 1994, ông làm việc tại Bộ, lần lượt các công tác như công tác ở Cục Chính trị Bộ Công nghiệp Hàng không vũ trụ Trung Quốc, Thư ký Văn phòng Thư ký, Phó Thư ký trưởng Văn phòng Thư ký Cục Chính trị Bộ, Chủ nhiệm Văn phòng Viện 24 Bộ Công nghiệp Hàng không vũ trụ Trung Quốc. Sau đó là Phó Viện trưởng Viện 24, Bí thư chi bộ Viện. Ông tiếp tục được thăng chức thành Vụ trưởng Vụ Cán bộ của Cục Chính trị Bộ Công nghiệp Hàng không vũ trụ Trung Quốc, Phó Chánh Văn phòng Bộ Công nghiệp Hàng không vũ trụ Trung Quốc.

#### Tập đoàn Hàng không, Ủy ban Công nghiệp
Năm 1994, ông được chuyển tới làm việc ở Tập đoàn Khoa học và Công nghệ Hàng không vũ trụ Trung Quốc, giữ chức Phó Giám đốc Cơ quan Cán bộ và Giáo dục Lao động, sau đó là Giám đốc.
Năm 1998, ông được chuyển tới làm việc ở Ủy ban Khoa học, Công nghệ và Công nghiệp Quốc phòng Trung Quốc (cơ quan nay chuyển thành Bộ Công nghiệp và Công nghệ thông tin Trung Quốc), công tác Vụ trưởng Vụ Giáo dục Nhân sự. Từ năm 2000 đến 2005, ông là Ủy viên Đảng bộ, Trưởng Thanh tra Kiểm tra Kỷ luật của Ủy ban Khoa học, Công nghệ và Công nghiệp Quốc phòng Trung Quốc.
Trong thời gian từ năm 2000 đến 2007, ông cũng là Đại biểu tại Đại hội đại biểu Nhân dân toàn quốc (Trung Quốc).
Vào tháng 7 năm 2005, ông được bổ nhiệm làm Phó Chủ nhiệm Ủy ban Khoa học, Công nghệ và Công nghiệp Quốc phòng Trung Quốc. Đến năm 2008, Ủy ban Khoa học, Công nghệ và Công nghiệp Quốc phòng Trung Quốc được tích hợp chuyển thành Bộ Công nghiệp và Công nghệ thông tin Trung Quốc, ông cũng được chuyển tới Bộ mới này.

#### Bộ Công nghiệp và Công nghệ thông tin Trung Quốc
Ngay khi Bộ Công nghiệp và Công nghệ thông tin Trung Quốc được thành lập, tháng 3 năm 2008, ông được thăng chức thành Thứ trưởng Bộ Công nghiệp và Công nghệ thông tin Trung Quốc. Vào tháng 8 cùng năm, ông được bổ nhiệm làm Cục trưởng Cục Năng lượng Nguyên tử Quốc gia, Bí thư Đảng ủy, Chủ nhiệm Ủy ban Khoa học, Công nghệ và Công nghiệp Quốc phòng Trung Quốc, các cơ quan đều thuộc Bộ Công nghiệp và Công nghệ thông tin Trung Quốc. Tháng 7 năm 2010, ông giữ cương vị Cục trưởng Cục Vũ trụ Quốc gia Trung Quốc.

#### Hồ Nam
Vào tháng 11 năm 2012, tại Đại hội Đảng Cộng sản Trung Quốc lần thứ 18, ông được bầu làm Ủy viên Ủy ban Trung ương Đảng Cộng sản Trung Quốc khóa XVIII.
Vào tháng 1 năm 2013, ông được điều chuyển tới Hồ Nam, nơi ông sinh ra, làm Thường vụ Tỉnh ủy, giữ chức vụ Chủ tịch Hội nghị Hiệp thượng Chính trị tỉnh Hồ Nam.

#### Liêu Ninh
Tháng 5 năm 2015, ông được điều chuyển tới tỉnh Liêu Ninh, bổ nhiệm làm Thường vụ Tỉnh ủy, Phó Bí thư Tỉnh ủy tỉnh Liêu Ninh, Chính phủ nhân dân tỉnh Liêu Ninh Quyền Tỉnh trưởng Chính phủ Nhân dân tỉnh Liêu Ninh. Ngày 10 tháng 6 năm 2015, ông chính thức được bầu làm Tỉnh trưởng Chính phủ Nhân dân tỉnh Liêu Ninh.
Vào tháng 12 năm 2015, ông được bầu làm Đại biểu Đại hội đại biểu Nhân dân toàn quốc (Trung Quốc) lần thứ 12. Vào tháng 10 năm 2017, ông được bầu làm Ủy viên Ủy ban Trung ương Đảng Cộng sản Trung Quốc khóa XIX tại Đại hội Đảng Cộng sản Trung Quốc lần thứ 19.
Tháng 10 năm 2017, ông được bổ nhiệm lãnh đạo thứ nhất tỉnh Liêu Ninh, giữ chức Bí thư Tỉnh ủy tỉnh Liêu Ninh (lúc này, ông thay thế đống chí Lý Hi, Lý Hi được chuyển từ Bí thư Tỉnh ủy tỉnh Liêu Ninh làm Bí thư Tỉnh ủy tỉnh Quảng Đông, Ủy viên Bộ Chính trị Đảng Cộng sản Trung Quốc). Tháng 1 năm 2018, ông được bầu làm Chủ nhiệm Ủy ban Thường vụ Đại hội đại biển Nhân dân tỉnh Liêu Ninh.
Ngày 01 tháng 9 năm 2020, ông được miễn nhiệm chức vụ Bí thư Tỉnh ủy tỉnh Liêu Ninh, nghỉ hưu.